# Policía de Neuquén

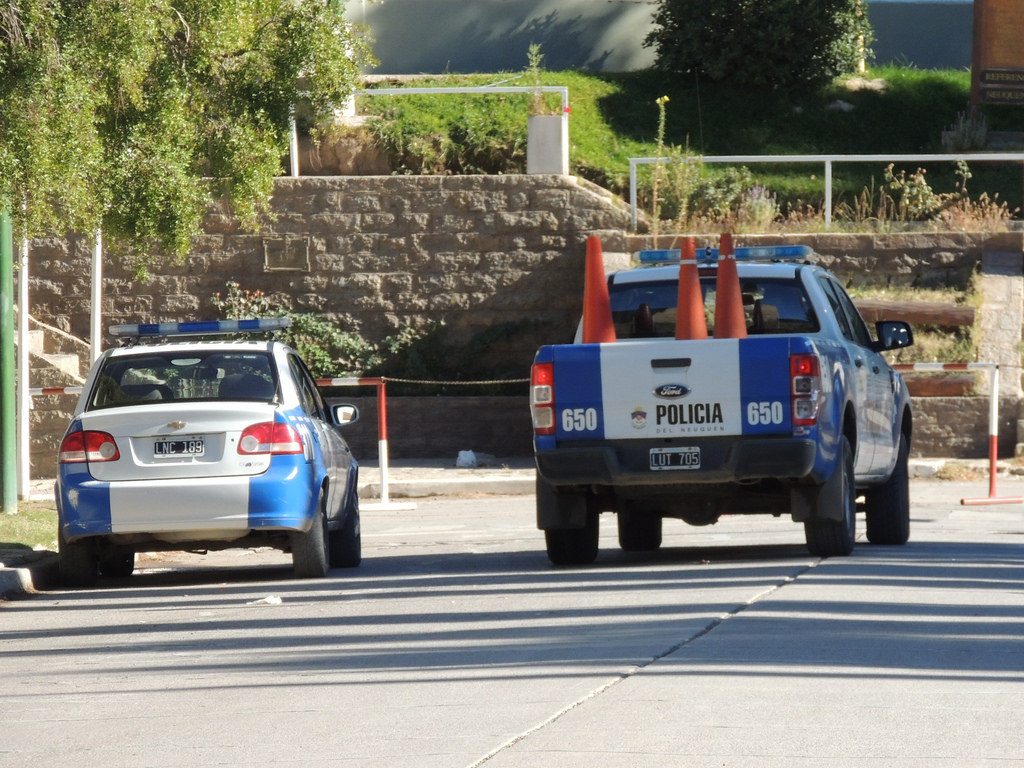
Móviles de la Policía de Neuquén en la localidad de Chos Malal

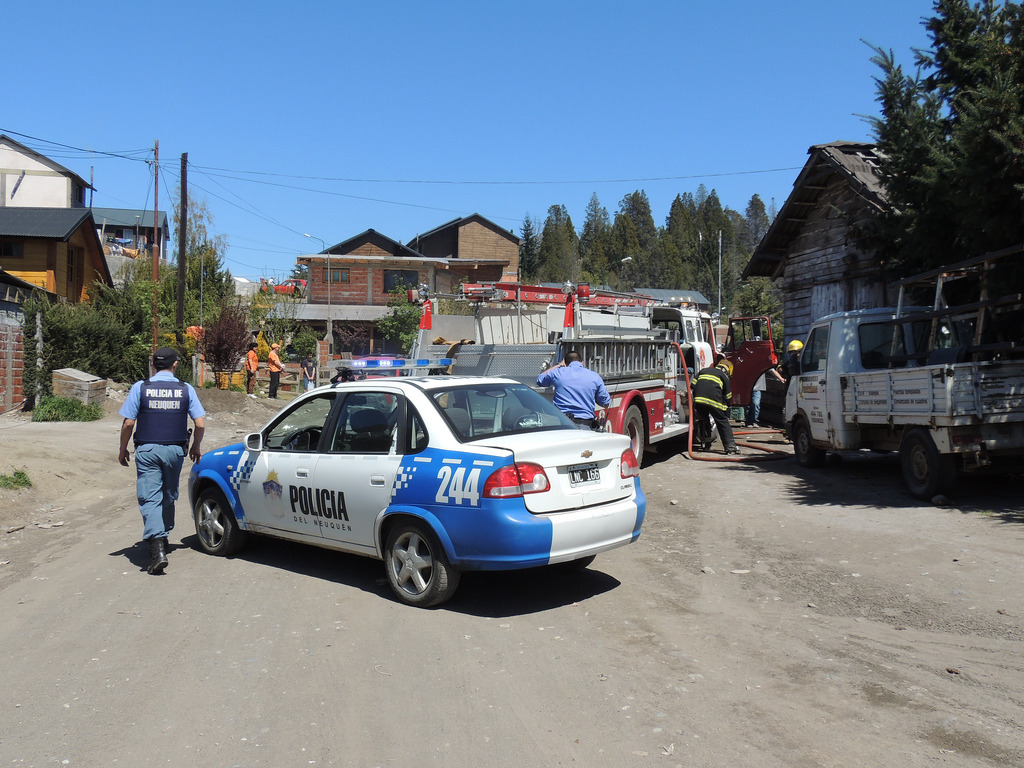
La Policía de Neuquén interviniendo en un incendio en la localidad de Villa La Angostura junto a los Bomberos Voluntarios locales

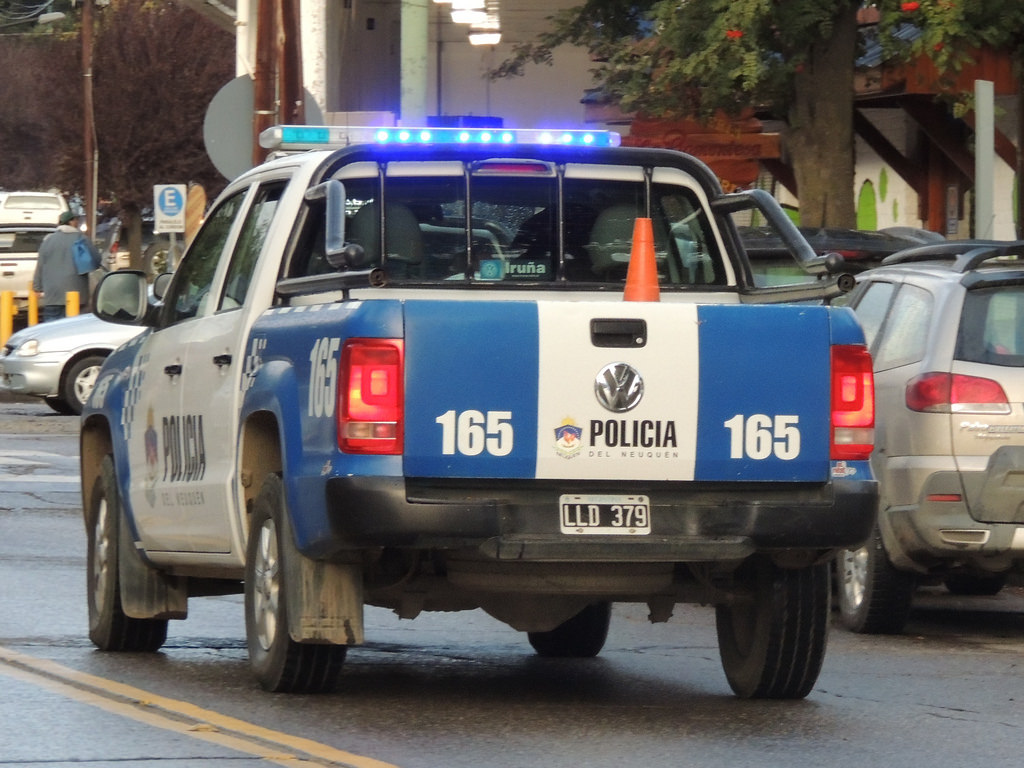
Camioneta de la Policía de Neuquén patrullando la localidad de San Martín de los Andes

La Policía de Neuquén, una de las 23 policías provinciales existentes en la Argentina, está a cargo de la seguridad pública de los habitantes de la provincia del Neuquén.

## Historia
Fundada en 1873 y puesto a cargo de Carlos Nuñez, la Policía del Neuquén es la encargada de proteger todas las localidades de la provincia. Más información en la página web oficial y en su museo.